# Peter Doyle (duchowny)
Peter John Haworth Doyle (ur. 3 maja 1944 w Wilpshire) – brytyjski duchowny rzymskokatolicki, w latach 2005–2020 biskup Northampton.

## Życiorys
Pochodzi z nauczycielskiej rodziny, jego ojciec pracował jako dyrektor w czterech szkołach. Jako młody człowiek początkowo planował zostać zawodowym żołnierzem, ale później poczuł powołanie kapłańskie i wstąpił do seminarium diecezji Portsmouth w Ware. 8 czerwca 1968 przyjął w katedrze w Portsmouth święcenia kapłańskie z rąk ordynariusza tej diecezji bpa Dereka Worlocka. Następnie został skierowany do posługi duszpasterskiej na terenie diecezji. Pracował jako wikariusz w parafiach w Copnor (1968-70) i Windsorze (1970-75), a następnie został administratorem katedry w Portsmouth (1975-87). Później kierował parafiami w Maidenhead (1987-91), Winchester (1991-2005) i równocześnie w Alresford (2004-2005). Równolegle do działalności duszpasterskiej w parafiach, wypełniał obowiązki w kurii diecezjalnej w Portsmouth, gdzie początkowo był członkiem Rady Kapłańskiej i konsultorem diecezjalnym, a w 2001 został członkiem Rady Biskupiej i objął urząd wikariusza generalnego diecezji. Jesienią 2003 był administratorem diecezjalnym w czasie dłuższej nieobecności biskupa Crispiana Hollisa. Ponadto był dziekanem dekanatu Portsmouth i Winchester, a także przewodniczącym komisji diecezjalnej ds. szkół i rady diecezjalnej ds. katechizacji.
24 maja 2005 papież Benedykt XVI, wybrany na Stolicę Piotrową nieco ponad miesiąc wcześniej, mianował go biskupem ordynariuszem diecezji Northampton. W dniu 28 czerwca tego samego roku odbył się jego ingres do tamtejszej katedry, podczas którego ks. Doyle otrzymał sakrę z rąk kard. Cormaca Murphy-O’Connora.
Był pierwszym biskupem diecezjalnym w Wielkiej Brytanii mianowanym przez papieża Benedykta XVI.
8 stycznia 2020 przeszedł na emeryturę.